# Салваторе Позели
Салваторе Позели (на сицилиански: Salvatore Poselli; на гръцки: Σαλβατόρε Ποζέλι) е италиански архитект, автор на много сгради в град Солун от края на XIX и началото на XX век.

## Биография
Роден е в Кастильоне ди Сичилия, Кралството на двете Сицилии, в семейството на Джузепе и Ида Позели. По-малък брат е на Виталиано Позели, също виден солунски архитект. Салваторе Позели завършва Специализираното училище по архитектура в Париж (École Spéciale d'Architecture).
Салваторе Позели първоначално работи в Египет до 1870 година по изграждането на Суецкия канал. След това работи в Кония, Смирна, Анталия и от началото на 1920 година в Солун. В Солун офисът му се намира в Алцеховата къща, където известно време си сътрудничи с инженера Морис Матарасо.

## Творби
| Име             | Населено място | Построена | Снимка |
| --------------- | -------------- | --------- | ------ |
| Салтиелева къща | Солун          | 1924      |        |
| Генева къща     | Солун          | 1925      |        |
| Симхова къща    | Солун          | 1926      |        |
| Наксиадова къща | Солун          | 1931      |        |